# عشق آزاد

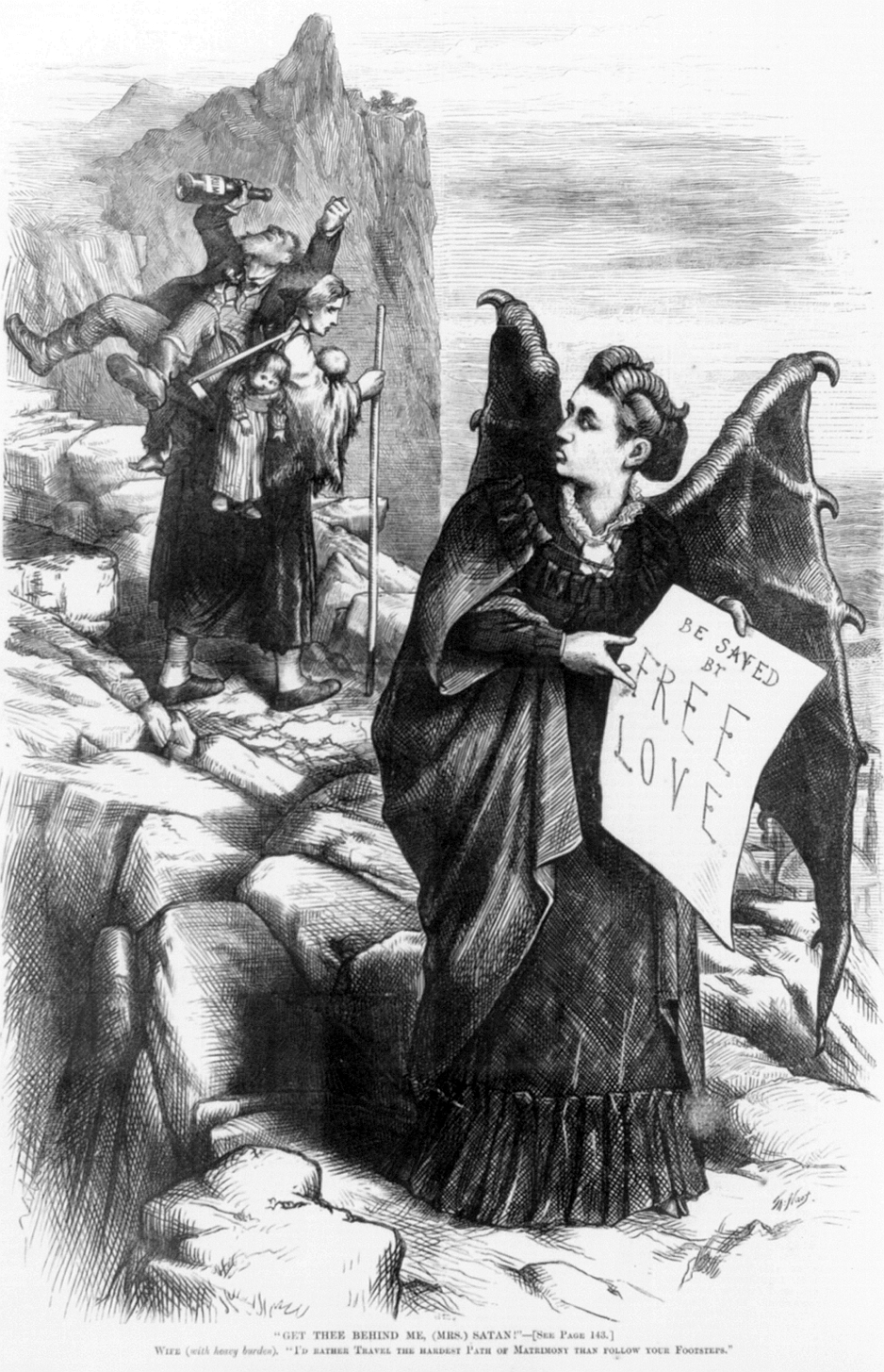
کاریکاتور حق رأی آمریکایی ویکتوریا وودهول (1838-1927) توسط توماس نست (1840-1902). (خانم) شیطان! همسر، بار سنگین فرزندان و شوهر مست، به خانم شیطان (ویکتوریا وودهول) می گوید: "من ترجیح می دهم سخت ترین راه ازدواج را طی کنم تا اینکه رد پای تو را دنبال کنم." خانم شیطان تابلوی "با عشق رایگان نجات پیدا کن" در دست دارد. تصویر در "هفته نامه هارپر"، ج 16، 17 فوریه 1872، ص. 140.

عشق آزاد یک جنبش اجتماعی است که ازدواج را رد می‌کند، و آن را نوعی از اسارت اجتماعی و مالی می‌داند. هدف اولیهٔ جنبش عشق آزاد جدایی حکومت از مسائل جنسی نظیر ازدواج، کنترل تولد و رابطه جنسی بود. عشق آزاد ادعا می‌کند که چنین مسایلی دغدغهٔ افراد درگیر آن است و نه شخص دیگر.
ظاهراً، پیروان دین مزدک در ایران پیش از اسلام نیز از نوعی عشق آزاد حمایت می‌کرده‌اند.

## اصول
بیشتر سنت عشق آزاد بازتاب دهنده فلسفهٔ لیبرال (آزاداندیشی) است و خواهان آزادی از مقررات حکومتی و مداخلهٔ کلیسا در روابط شخصی می‌باشد. بنا بر این مفهوم اتحادهای آزاد بزرگسالان روابطی مشروعند که همه طرف‌های ثالث باید به آن‌ها احترام بگذارند چه روابطی احساسی باشند چه جنسی. علاوه بر این، برخی نوشتجات عشق آزاد استدلال کرده‌است که هم مرد و هم زن حق لذت جنسی بدون قیود اجتماعی یا حقوقی را دارا هستند. در عصر ویکتوریایی، این اندیشه‌ای رادیکال بود. بعدها، تم جدیدی توسعه یافت، عشق آزاد با تغییر اجتماعی رادیکال پیوند می‌داد و آن چون منادی یک حساسیت ضد سرکوب، ضد اقتدارگرایانه تبدیل شد.
یک نمونه مداخله جنبش عشق آزاد در رابطه جنسی بین محارم است؛ در بسیاری از جوامع حتی برخی جوامع باز (مانند ایالات متحده، که سانسور مسائل جنسی در حداقل است) رابطه آزاد محارم (با رضایت دو طرف) با یکدیگر در هیچ سطحی چه دوژور (رسمی و کتبی) و دو فکتو (عملاً) به رسمیت شناخته نمی‌شود. آنها معتقدند که هرنوع رابطه عاطفی یا جنسی‌ای که با رضایت طرفین انجام می‌شود باید قانونی باشد و حکومت و مذهب حق هیچ‌گونه مداخله‌ای را در آن ندارد. بسیاری از فعالان این جنبش عامل اصلی آزاد نبودن عشق را مداخله عنصر «مذهب» می‌دانند.

## در فرهنگ مردم

### ادبیات
- ارکومنون یا جمهوری مادی‌گرایی، یک مدینه فاضله عشق آزادی، نوشته‌ام واتسون، ۱۸۷۹.
- رابرت آنسون هاین‌لاین مفهوم عشق آزاد را در آثار خود کشف کرد که نقطه آغاز این رویداد در سال ۱۹۳۹ در رمان برای ما زندگان (For Us, The Living) رقم خورد.
- او در رمان غریبه‌ای در سرزمین غربت کلیسایی را به تصویر می‌کشد که عشق آزاد را پذیرفته‌است.
- رمان فراتیرگی نوشته ماریون زیمر بردلی

### فیلم
- «عشق آزاد» با بازی کنراد نیگل به کارگردانی هوبرت هنلی
- «تجربه هرّاد» یک فیلم به کارگردانی تد پست محصول ۱۹۷۳

### موسیقی
- تریاد تصنیف دیوید کرازبی از گروه بردز

### کمیک‌ها
- کتاب کمیک «الف کوئست»